# Torneio da França de 2020
O Torneio da França de 2020 (em francês: Tournoi de France 2020) foi a primeira edição do Torneio da França, competição de futebol feminino organizada pela Federação Francesa de Futebol e sediada em Calais e Valenciennes. Quatro seleções participaram do evento – França, Países Baixos, Canadá e Brasil – em três confrontos diretos, com o título conquistado pela anfitriã, a seleção francesa.
Durante a realização do torneio, a pandemia de COVID-19 afetou a presença do público. As duas primeiras partidas ocorreram em portões fechados sob ordem do governo francês para conter a expansão do vírus.

## Regulamento
As quatro equipes jogam entre si em turno único, sendo campeã a equipe com o maior número de pontos ganhos.

### Critérios de desempate
Em caso de igualdade em pontos ganhos entre duas equipes, poderiam ser aplicados sucessivamente os seguintes critérios técnicos de desempate:
1. Maior número de vitórias;
2. Maior saldo de gols;
3. Maior número de gols marcados;
4. Menor número de cartões vermelhos;
5. Menor número de cartões amarelos;
6. Sorteio público.

## Equipes participantes
| Equipe        | Confederação | Títulos |
| ------------- | ------------ | ------- |
| França        | UEFA         | —       |
| Países Baixos | UEFA         | —       |
| Canadá        | CONCACAF     | —       |
| Brasil        | CONMEBOL     | —       |

## Classificação
| Pos. | Time          | Pts | J | V | E | D | GP | GC | SG |
| ---- | ------------- | --- | - | - | - | - | -- | -- | -- |
| 1    | França        | 7   | 3 | 2 | 1 | 0 | 5  | 3  | +2 |
| 2    | Países Baixos | 3   | 3 | 0 | 3 | 0 | 3  | 3  | 0  |
| 3    | Canadá        | 2   | 3 | 0 | 2 | 1 | 2  | 3  | -1 |
| 4    | Brasil        | 2   | 3 | 0 | 2 | 1 | 2  | 3  | -1 |

| 4 de março | França | 1 – 0 | Canadá | Stade de l'Épopée, Calais |
| 19:00      |        |       |        | Público: 7 054            |

| 4 de março | Países Baixos | 0 – 0 | Brasil | Stade du Hainaut, Valenciennes |
| 21:00      |               |       |        | Público: 6 199                 |

| 7 de março | Canadá | 0 – 0 | Países Baixos | Stade de l'Épopée, Calais |
| 19:00      |        |       |               | Público: 989              |

| 7 de março | França | 1 – 0 | Brasil | Stade du Hainaut, Valenciennes |
| 21:00      |        |       |        | Público: 17 022                |

| 10 de março | Brasil | 2 − 2 | Canadá | Stade de l'Épopée, Calais |
| 19:00       |        |       |        | Público: Portões fechados |

| 10 de março | França | 3 − 3 | Países Baixos | Stade du Hainaut, Valenciennes |
| 21:00       |        |       |               | Público: Portões fechados      |